# Cigliano
Cigliano (piemontesisch Sian) ist eine Gemeinde in der italienischen Provinz Vercelli (VC), Region Piemont.

## Lage und Einwohner
Cigliano liegt knapp 35 km östlich von Vercelli und hat 4254 Einwohner (Stand 31. Dezember 2023). Die Gemeinde besteht aus den Ortsteilen Olmetto, Ronchi und Petiva. Nachbargemeinden sind Livorno Ferraris, Mazzè, Moncrivello, Rondissone, Saluggia und Villareggia. Der Ort liegt auf einer Höhe von 180 m über dem Meeresspiegel und umfasst eine Fläche von 25 km².
Der Schutzheilige des Ortes ist San Emiliano.